# Single (muziek)

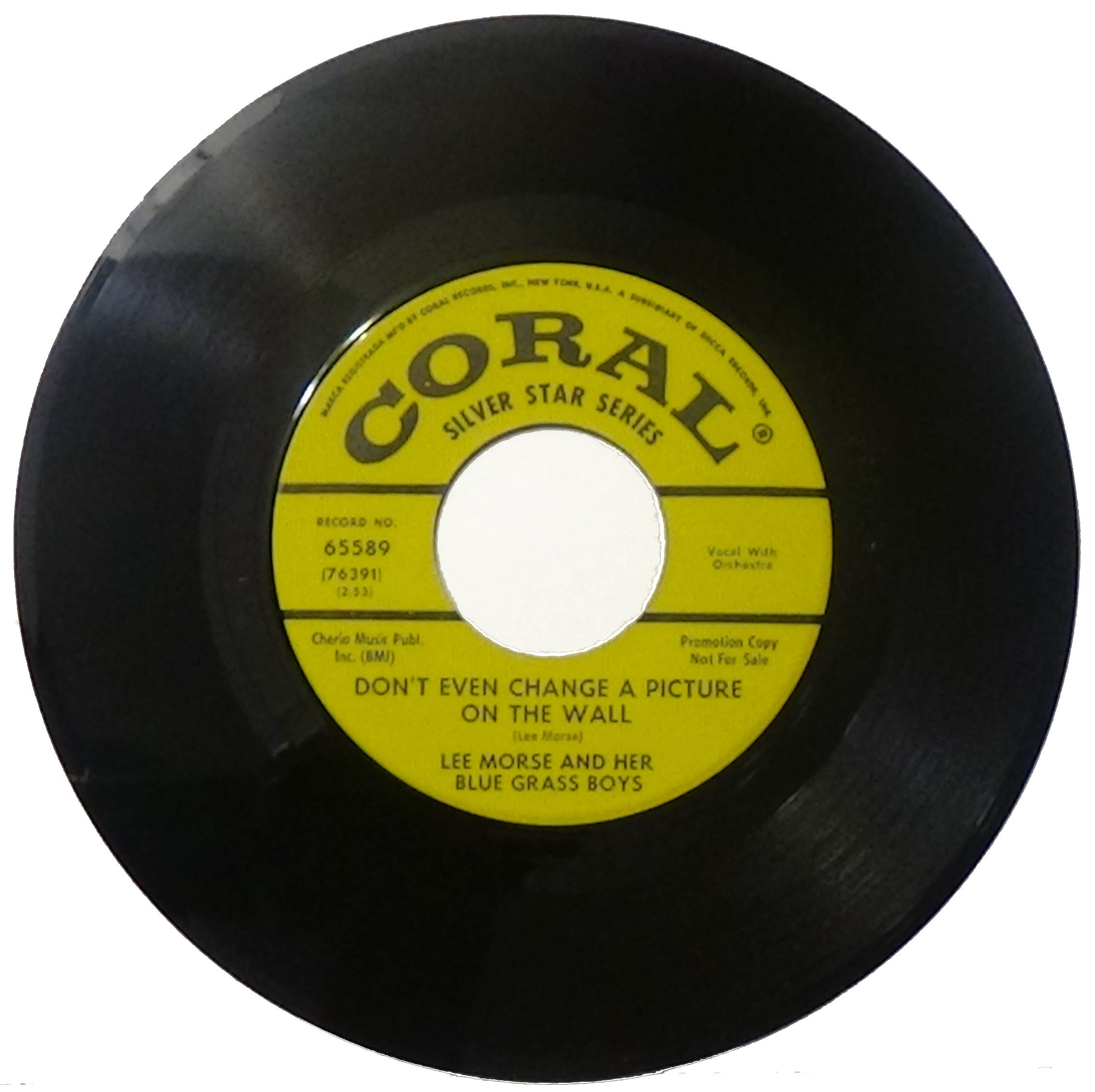
vinylsingle (7 inch), 45 toeren

Een single is een geluidsdrager waar hooguit één tot drie nummers van een artiest of band op staan. Het is, in sommige gevallen, de goedkopere variant van een album. De term single wordt echter vaker in overdrachtelijke zin gebruikt om een enkel nummer van een album aan te duiden, dat apart wordt uitgebracht ter promotie van het hele album.
De populairste singles zijn in Nederland te vinden in de hitlijsten de Nederlandse Top 40, de Single Top 100 en de 538 Top 50. De publieke hitlijst Mega Top 30 wordt hierin niet meer meegenomen, aangezien deze hitlijst op vrijdag 2 september 2022 voor de laatste keer op NPO 3FM werd uitgezonden.
In België zijn dit de Vlaamse Ultratop 50, de Vlaamse Radio 2 Top 30 en de Waalse Ultratop 50. 
Door de website www.dutchcharts.nl worden ook de hitlijsten UK Singles Chart en de Eurochart Hot 100 meegenomen in de overzichten.

## Ontstaan
Singles bevatten meestal een hoofdnummer dat al eerder op een album te horen is geweest, of dat later op een album zal verschijnen, maar dat zo is aangepast dat het voor radiostations aantrekkelijk wordt om te draaien (een radioversie).

### Vinyl
Singles waren oorspronkelijk altijd grammofoonplaten, gemaakt van vinyl. Deze vinylplaten zijn doorgaans tweezijdig afspeelbaar en hebben een afmeting van 7 inch (ongeveer 18 cm). Ze kunnen worden afgespeeld op platenspelers (pick-ups) en draaien dan meestal op een snelheid van 45 toeren (rpm). Omdat ze tweezijdig afspeelbaar zijn, is er sprake van een A- en een B-kant van een single. De A-kant bevat het nummer dat het hitgevoeligst werd geacht. De B-kant (ook wel flipside genoemd) bevat meestal een nummer van mindere kwaliteit, soms zelfs iets wat algemeen als slecht wordt beoordeeld. Het gebeurt zelfs dat een artiest even snel een liedje maakt, omdat de plaat nu eenmaal een B-kant moet hebben. Er kan echter sprake zijn van een single met 'twee A-kanten', dus twee hitgevoelige tracks. Een voorbeeld is Something/Come Together van The Beatles.
Bij meer live-georiënteerde bands is het waarschijnlijker dat er een ander albumnummer bij op staat of een liveopname.
Vinylsingles hebben doorgaans een vaste spoed (groefafstand) en daardoor een vaste maximale tijdsduur per kant. Met een variabele spoed kan de maximale tijdsduur worden verlengd en passen er veelal twee nummers op een plaatkant; men spreekt dan van ep's (extended play). Op een vinylsingle staan meestal twee nummers, op een ep vaak vier. In de jaren 60 en 70 van de vorige eeuw werden er plaatjes uitgebracht met in totaal drie nummers, die men "maxi-single" noemde.

Op de conventionele singles – van 7 inch en de gebruikelijke spoed (groevenafstand) – past er ongeveer vijf minuten muziek per zijde bij 45 toeren per minuut, en circa zeven minuten per zijde wanneer de plaat wordt afgespeeld op 33 toeren per minuut. Met andere afmetingen, spoed en afspeelsnelheid kan het aantal minuten of seconden worden beïnvloed.

### Cd
Sinds de introductie van de cd zijn ook singles op deze geluidsdrager verkrijgbaar (cd-single). Alhoewel er, net als bij grammofoonplaten, een kleiner formaat schijfje bestaat voor singles, zijn de meeste cd-singles even groot als gewone cd's.
Ook voor cd-singles spreekt men wel van A- en B-kanten, ook al staan alle nummers feitelijk op dezelfde kant. Hierbij is de A-kant de radioversie (de titel op het hoesje van de single), de B-kant omvat de overige tracks. Bij een dubbele A-kant staan twee titels op het hoesje afgedrukt. Soms komt het voor dat daarnaast nog een aantal remixen van het hoofdnummer op de single staat.

## Afnemende markt voor singles
De markt voor singles is gaandeweg steeds kleiner geworden. De belangrijkste oorzaak hiervan is de opkomst van internet en mp3's. In de dancewereld wordt door dj's nog wel op grote schaal gebruikgemaakt van singles en 12 inches in het bijzonder. Een download, een van internet gedownload nummer, wordt als het een hit betreft ook een single genoemd.
In 2007 werden in Nederland maar één miljoen fysieke singleschijfjes verkocht. Op 21 januari 2008 werd daarom in het Algemeen Dagblad door platenmaatschappijen Sony en EMI voorspeld dat de single mogelijk in 2009 niet meer fysiek, maar digitaal als download verkrijgbaar zou zijn. De nummer 1-hit in zowel de Nederlandse Top 40 als de Mega Top 50 en de Single Top 100 op dat moment, Valerie van Mark Ronson en Amy Winehouse, werd de eerste nummer 1-hit die door enkel downloads de hoogste plaats in de drie hitlijsten wist te behalen en was in eerste instantie ook alleen verkrijgbaar als download, maar vanwege de grote vraag naar het nummer ging o.a. Free Record Shop het nummer toch op cd-single en 7 inch vinylsingle verkopen.